# Івашків
Іва́шків — село Кодимської міської громади у Подільському районі Одеської області, Україна.

## Історія
У 1766 році парафіяльний список місцевої церкви включав 95 дворів та 421 душу.
Село належало до Чечельницької волості Ольгопільського повіту Подольської губернії.
7 (20) листопада 1917 року, відповідно до Третього Універсалу Української Центральної Ради, увійшло до складу Української Народної Республіки.
Під час організованого радянською владою Голодомору 1932—1933 років померло щонайменше 8 жителів села.
Колишній орган місцевого самоуправління — Івашківська сільська рада.
12 червня 2020 року, відповідно до Розпорядження Кабінету Міністрів України від № 724-р «Про визначення адміністративних центрів та затвердження територій територіальних громад Одеської області», увійшло до складу Кодимської міської територіальної громади.
19 липня 2020 року, в результаті адміністративно-територіальної реформи і ліквідації Кодимського району, село увійшло до складу новоутвореного Подільського району.

## Населення
Згідно з переписом УРСР 1989 року чисельність наявного населення села становила 1482 особи, з яких 630 чоловіків та 852 жінки.
За переписом населення України 2001 року в селі мешкало 1311 осіб.

### Мова
Розподіл населення за рідною мовою за даними перепису 2001 року:
| Мова            | Кількість | Відсоток |
| --------------- | --------- | -------- |
| українська      | 1300      | 98.56%   |
| російська       | 14        |          |
| румунська       | 3         | 0.23%    |
| болгарська      | 1         | 0.08%    |
| інші/не вказали | 1         | 0.08%    |
| Усього          | 1319      | 100%     |

## Пам'ятки
У травні 2018 року у селі було встановлено пам'ятний козацький хрест (скульптор Владислав Ільницький) на честь битви, що відбулася 1693 року. Тоді загін Семена Палія розгромив військо ногайських татар.

## Етно-екофестиваль «Кодима-фест»
Починаючи з 2016 року в Івашкові щорічно проводиться етно-екофестиваль «Кодима-фест». Захід традиційно відбувається на Трійцю (Зелені свята).
Етно-екофестиваль «Кодима-фест» — це нова платформа спілкування творчих людей, вільний простір пізнання традиційної культури Південного Поділля, модернових музичних фольк-напрямів та осягнення сучасного екосвітогляду.
Мета проведення фестивалю: об'єднання громад сіл Кодимщини та міста Кодими довкола ідей культурного й економічного відродження району; виховання патріотизму в місцевої молоді, стимулювання інтересу та поваги до традицій малої Батьківщини; сприяння збереженню народних традицій регіону шляхом актуалізації та відтворення зникаючої народної культури; пропагування та популяризація традиційної культури Кодимського району, відкриття її краси країні та світу; актуалізація розвитку креативної економіки в регіоні; залучення туристів та потенційних інвесторів.
Очікуваний результат від проведення фестивалю: культурне й економічне відродження району; підвищення рівня патріотизму в місцевої молоді; збереження народних традицій; розвиток креативної економіки в регіоні; збільшення кількості туристичних відвідувань; покращення інвестиційного клімату.
На сцені «Кодима-фест» виступали такі автентичні фольклорні ансамблі, етно-рок гурти та вокалісти: «Божичі», «Гуляйгород», «Хорея Козацька», «Надобридень», «Занедбанці», «Радуйся», «Burdon Folk Band», «Вася Club», «Joryj Kłoc», «Друже Музико», «Русичі», «Варйон», «PoliКарп», Віктор Павлік та інші.

## Відомі мешканці

### Народились
- Карпинський Франц Пилипович (1906—1945) — командир взводу 442-го окремого саперного батальйону 248-ї стрілецької дивізії, Герой Радянського Союзу (1946), старший лейтенант.
- Коваль Олег Володимирович (1986-2015) — капітан Збройних сил України, (майор посмертно), учасник російсько-української війни.